# Oliarus patrizii
Oliarus patrizii är en insektsart som beskrevs av Victor Lallemand 1929. Oliarus patrizii ingår i släktet Oliarus och familjen kilstritar.
Artens utbredningsområde är Somalia. Inga underarter finns listade i Catalogue of Life.